# Jūnāgarh
Jūnāgarh är en ort i Indien.   Den ligger i delstaten Chhattisgarh, i den centrala delen av landet, 1 100 km sydost om huvudstaden New Delhi. Jūnāgarh ligger 226 meter över havet och antalet invånare är 16 856.
Terrängen runt Jūnāgarh är platt åt sydväst, men åt nordost är den kuperad. Runt Jūnāgarh är det ganska tätbefolkat, med 248 invånare per kvadratkilometer. Det finns inga andra samhällen i närheten. Omgivningarna runt Jūnāgarh är en mosaik av jordbruksmark och naturlig växtlighet.